# William Feilding (1er comte de Denbigh)
William Feilding, 1er comte de Denbigh (vers 1587 - 8 avril 1643, Cannock) est un officier de marine et courtisan anglais.

## Biographie
William Feilding est le fils de Basil Fielding de Newnham Paddox dans le Warwickshire (High Sheriff of Warwickshire en 1612) et d'Elizabeth, fille de Walter Aston (1530-1599) et de sa femme, Elizabeth Leveson.
Feilding s'inscrit au Queens' College de Cambridge en 1603. Fait chevalier le 4 mars 1607, il est créé baron et vicomte Feilding en 1620. Deux ans plus tard, il est nommé maître de la Grande Garde-robe et Custode Rotulorum du Warwickshire et comte de Denbigh le 14 septembre 1622. Il assiste le prince Charles dans l'aventure espagnole, est amiral lors de l'échec l'Expédition de Cadix en 1625, et commande la désastreuse tentative de Rochelle en 1628, devenant la même année membre du Conseil de guerre, et en 1633 membre du Conseil du Pays de Galles et des Marches. En 1631, Lord Denbigh visite l'Est en tant qu'ancien ambassadeur à la cour de Safi de Perse et visite les possessions indiennes naissantes de la Compagnie des Indes orientales.
Le 6 juillet 1641, une barge transportant Feilding, sa fille Elizabeth, Lady Kinalmeaky, Lady Cornwallis et Anne Kirke chavire en tirant sur les rapides du pont de Londres. Kirke se noie mais les autres passagers sont secourus.
Au début de la guerre civile anglaise, il sert sous les ordres du prince Rupert du Rhin et est présent à la bataille d'Edgehill. Le 3 avril 1643, lors de l'attaque de Rupert sur Birmingham, il est blessé et meurt des suites de ses blessures le 8, étant enterré à Monks Kirby dans le Warwickshire. Son courage, son altruisme et son dévouement sont très appréciés par Edward Hyde, comte de Clarendon.

## Famille
En 1606, Feilding épouse Susan, fille de George Villiers, sœur du futur duc de Buckingham. William et son épouse Susan Villiers ont six enfants :
- Basil Feilding (2e comte de Denbigh)[5],[6] (vers 1608-1675)
- George Feilding (1er comte de Desmond) (en)[6] (vers 1614-1665)
- Mary (1613-1638), épouse James Hamilton (1er duc de Hamilton)[5],[6]
- Anne (morte en 1636), épouse Baptiste Noel (3e vicomte Campden)[5],[6]
- Elizabeth Boyle (comtesse de Guildford) (en) (morte en 1667), épouse Lewis Boyle, 1er vicomte Boyle[6]
- Henrietta Marie (morte jeune)[6]

Sa fille, Margaret Feilding (1613-1638), également connue sous le nom de Mary, est mariée à James Hamilton (1er duc de Hamilton), l'un des héritiers du trône d'Écosse après les descendants de Jacques Ier d'Angleterre. Son portrait est peint par Antoine van Dyck et Henry Pierce Bone. L'un de ses deux fils, George Feilding, est le 1er comte de Desmond.